# Bytom Open
Bytom Open, właśc. ZRE Katowice Bytom Open lub Polska Energia Open – męski turniej tenisowy rozgrywany w Bytomiu na kortach ceglanych KS Bytom Górnik. Impreza zaliczana była do cyklu ITF Men's Circuit w latach 2005–2006 oraz 2011–2015, w latach 2007–2010 turniej należał do kategorii ATP Challenger Tour.

## Mecze finałowe

### gra pojedyncza
| Rok                                | Mistrzowie         | Finaliści        | Wynik         |
| 2015                               | Bastian Malla      | Paweł Ciaś       | 6:4, 6:3      |
| ↑ ITF 10 000 $ ↑                   |                    |                  |               |
| 2014                               | Marek Michalička   | Dušan Lojda      | 6:1, 6:1      |
| 2013                               | Blaž Rola          | Filip Krajinović | walkower      |
| 2012                               | Adrian Sikora      | Michal Konečný   | 6:4, 7:5      |
| 2011                               | James Duckworth    | Peter Torebko    | 6:3, 3:6, 6:4 |
| ↑ ITF 15 000 $ ↑                   |                    |                  |               |
| 2010                               | Pere Riba          | Facundo Bagnis   | 6:0, 6:3      |
| 2009                               | Laurent Recouderc  | Jan Hájek        | 6:3, 6:4      |
| 2008                               | Laurent Recouderc  | Pablo Santos     | 6:3, 6:4      |
| 2007                               | Peter Luczak       | Simone Vagnozzi  | 6:3, 6:3      |
| ↑ ATP Challenger Tour 30 000+H € ↑ |                    |                  |               |
| 2006                               | Dienis Macukiewicz | Gero Kretschmer  | 6:3, 6:2      |
| 2005                               | Filip Urban        | Maciej Diłaj     | 5:7, 6:2, 6:3 |
| ↑ ITF 10 000 $ ↑                   |                    |                  |               |

### gra podwójna
| Rok                                | Mistrzowie                          | Finaliści                           | Wynik          |
| 2015                               | Jan Kuncik Petr Michnev             | Hubert Hurkacz Szymon Walków        | 5:7, 7:5, 10–8 |
| ↑ ITF 10 000 $ ↑                   |                                     |                                     |                |
| 2014                               | Piotr Gadomski Mateusz Kowalczyk    | Andriej Kapaś Błażej Koniusz        | 4:6, 6:3, 10–4 |
| 2013                               | Piotr Gadomski Mateusz Kowalczyk    | Andriej Kapaś Grzegorz Panfil       | 6:3, 6:3       |
| 2012                               | Mateusz Kowalczyk Grzegorz Panfil   | Piotr Gadomski Andrej Wasileuski    | 6:4, 7:6(3)    |
| 2011                               | Andriej Kapaś Błażej Koniusz        | Érik Chvojka Roman Jebavý           | 7:5, 6:4       |
| ↑ ITF 15 000 $ ↑                   |                                     |                                     |                |
| 2010                               | Ivo Klec Artem Smyrnow              | Konstantin Krawczuk Iwan Siergiejew | 1:6 6:3 10–3   |
| 2009                               | Pablo Santos Gabriel Trujillo-Soler | Jan Hájek Dušan Karol               | 6:3, 7:6(3)    |
| 2008                               | Marcin Gawron Mateusz Kowalczyk     | Raphael Durek Błażej Koniusz        | 6:4, 3:6, 10–7 |
| 2007                               | Hugo Armando Brian Dabul            | Tomasz Bednarek Michał Przysiężny   | 6:4, 1:6, 10–5 |
| ↑ ATP Challenger Tour 30 000+H € ↑ |                                     |                                     |                |
| 2006                               | Gero Kretschmer Clinton Thomson     | Błażej Koniusz Grzegorz Panfil      | 4:6, 6:2, 6:3  |
| 2005                               | Maciej Diłaj Dawid Olejniczak       | Jakub Hasek Josef Neštický          | 1:0 krecz      |
| ↑ ITF 10 000 $ ↑                   |                                     |                                     |                |